# Pedro Romero
Pedro Romero (ur. 19 listopada 1754 w Ronda, zm. 10 lutego 1839 tamże) – hiszpański matador, który zabił ponad 3600 byków, odnosząc tylko kilka zadrapań. Do dziś jest jedynym matadorem, który zabijając tyle byków odniósł tak minimalne obrażenia.